# Rui Tavares
Rui Miguel Marcelino Tavares Pereira (ur. 29 lipca 1972 w Lizbonie) – portugalski polityk, pisarz, tłumacz i historyk, poseł do Parlamentu Europejskiego VII kadencji, deputowany krajowy.

## Życiorys
Został doktorantem w Wyższej Szkole Nauk Społecznych w Paryżu. Zajął się naukowo krytyką literatury i kultury oraz związkami między literaturą a kulturą. Został również tłumaczem. Podjął współpracę z „Público” oraz czasopismem „Blitz”. Pojawiał się również w telewizji SIC Notícias. Był współtwórcą bloga „Barnabe”. W wyborach w 2009 uzyskał mandat posła do Parlamentu Europejskiego z drugiego miejsca listy Bloku Lewicy. W czerwcu 2011 poinformował o opuszczeniu BE i rozpoczęciu pracy jako deputowany niezależny. Wkrótce wstąpił do Grupy Zielonych i Wolnego Przymierza Europejskiego, w PE zasiadał do 2014. W tym samym roku został rzecznikiem lewicowej i ekologicznej partii LIVRE.
Wszedł później w skład władz miejskich w Lizbonie. W 2022 uzyskał mandat posła do Zgromadzenia Republiki. Z powodzeniem ubiegał się o reelekcję w wyborach w 2024 i 2025.